# Encellius Pannonius
Encellius Pannonius (18. század) pálos rendi szerzetes.
Emlékét mindössze egyetlen, kéziratban maradt munkája őrzi, amelyet az Országos Széchényi Könyvtár őriz:
Arcus gloriae symbolis diversis elevatus. Mariae Nostrae, 1775. (Vers és próza. Estoras Pálnak, szintén remete pálos szerzetesnek van ajánlva, 4-rét 22 lap.)